# Yunta Progresista Escazuceña
Yunta Progresista Escazuceña es un partido político del cantón de Escazú, Costa Rica. Fue el único partido cantonal por 18 años, hasta la creación de su competidor, Independiente Escazuceño. Actualmente existen 3 partidos cantonales más.

## Historia
Fue fundado en 1996. Desde su creación ha mantenido gran popularidad por ser una modalidad cantonal, manteniendo las bases culturales propias del cantón de Escazú.
En su primera Elección de 1998, obtuvo 4 puestos de 7 para regidores, teniendo mayoría, un hecho insólito para un partido cantonal en esa época, esta situación se repite 18 años después, en las  Elecciones Municipales de 2016. En las Elecciones de 2002 obtienen 7765 votos y tres regidores, de los siete totales. En las Elecciones Municipales de 2002 obtiene 2670 votos, ganando un síndico y cuatro concejales. En las Elecciones de 2006 la votación para la Yunta se aumenta aún más y obtiene 6116 votos con los que nombra dos regidores. En las Elecciones Municipales de 2006 obtiene 3629 votos y logra un síndico y cinco concejales. En las Elecciones Generales de 2010 obtienen otros dos regidores y en las Elecciones Municipales del mismo año obtienen la alcaldía del cantón con su candidato Arnoldo Valentín Barahona Cortés, más cinco concejales y los síndicos de Escazú y San Rafael.
En las Elecciones Municipales de 2016, las cuales unificaron el proceso de gobierno local en una sola elección para alcalde, regidores, síndicos y concejales, obtienen nuevamente la alcaldía reeligiendo a Barahona; nuevamente mayoría con cuatro regidores, los síndicos de San Rafael y San Antonio y la mayoría de concejales de Distrito. Con una victoria de más del 60% y 10 674 votos para alcalde, de los 17 214 en total.